# 석유화학제품
석유화학제품 또는 페트로케미컬(petrochemical)은 정제를 통해 석유에서 얻은 화학 제품이다. 석유로 만든 일부 화합물은 석탄이나 천연 가스와 같은 다른 화석 연료나 옥수수, 야자열매 또는 사탕수수와 같은 재생 가능한 자원에서 얻을 수도 있다.
가장 일반적인 두 가지 석유화학 제품 계열은 올레핀(에틸렌 및 프로필렌 포함)과 방향족 화합물(벤젠, 톨루엔 및 크실렌 이성질체 포함)이다.
정유 공장은 석유 유분의 유동 촉매 분해를 통해 올레핀과 방향족 화합물을 생산한다. 화학 공장은 에탄 및 프로판과 같은 천연 가스 액체를 증기 분해하여 올레핀을 생산한다. 방향족은 나프타의 촉매 개질에 의해 생성된다. 올레핀과 방향족 화합물은 용제, 세제, 접착제와 같은 광범위한 재료의 성분이다. 올레핀은 플라스틱, 수지, 섬유, 엘라스토머, 윤활제 및 젤에 사용되는 폴리머 및 올리고머의 기초이다.
2019년 전 세계 에틸렌 생산량은 1억 9천만 톤, 프로필렌은 1억 2천만 톤이었다. 방향족 제품 생산량은 약 7천만 톤이다. 가장 큰 석유화학 산업은 미국과 서유럽에 있다. 그러나 새로운 생산 능력의 주요 성장은 중동과 아시아에서 이루어진다. 상당한 지역간 석유화학 관련 거래가 있다.

## 같이 보기
- 석유
- 석유 제품
- 석유 수출국 기구